# Städtischer Friedhof Hopfen am See

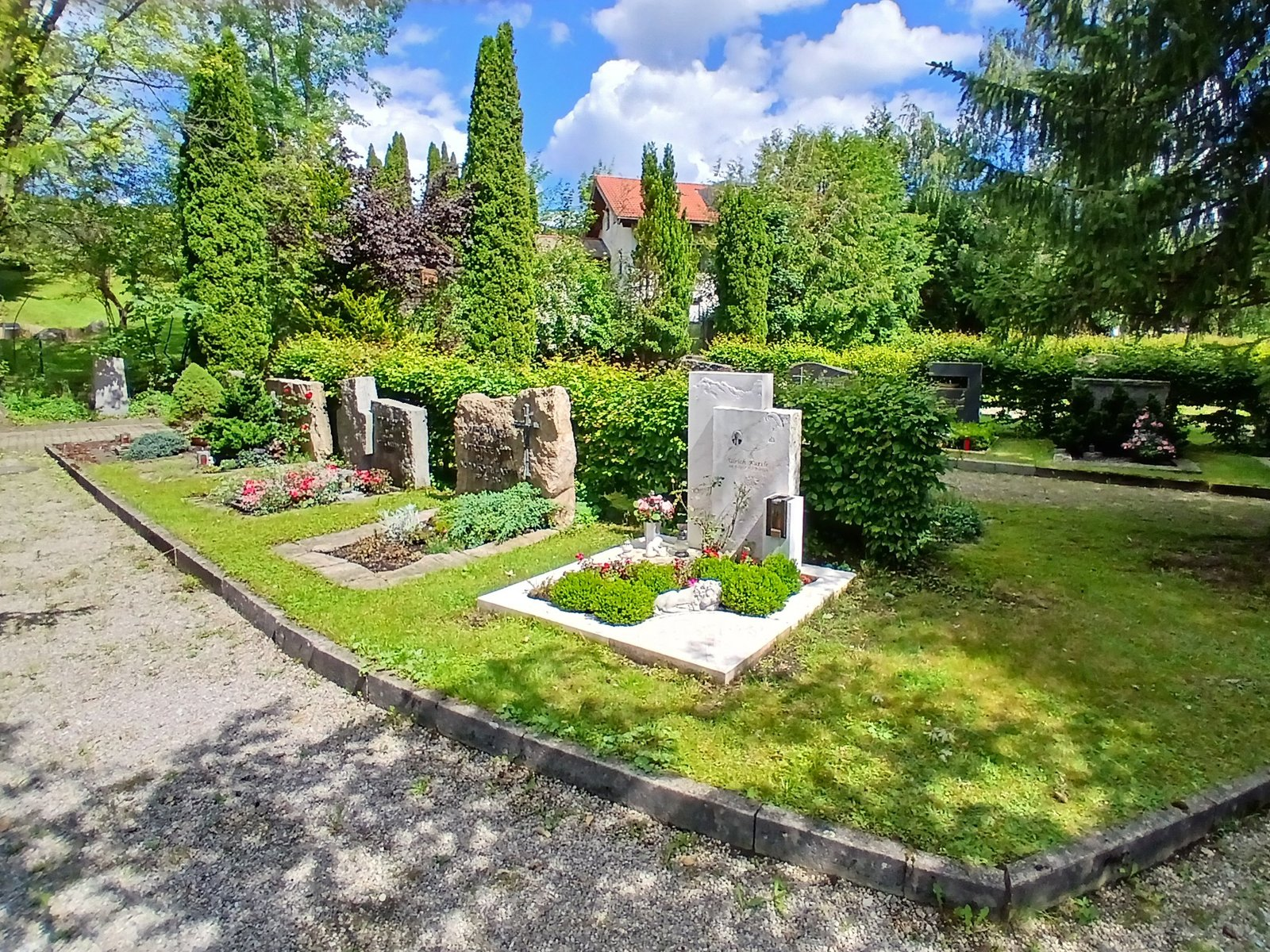
Städtischer Friedhof Hopfen am See

Der Städtische Friedhof Hopfen am See ist ein von der Stadt Füssen betriebener Kommunalfriedhof in Hopfen am See. Er grenzt an den Kirchfriedhof der Pfarrkirche St. Peter und Paul an.

## Beschreibung
Der Städtische Friedhof Hopfen am See ist neben dem Waldfriedhof in Füssen der kleinere der beiden von der Stadt Füssen betriebenen Friedhöfe. Er liegt an der Riedener Straße in Hopfen am See und grenzt nördlich an den katholischen Kirchfriedhof von St. Peter und Paul an, von dem er durch eine Mauer mit Durchgang getrennt ist. Im Jahr 2020 hatte der Friedhof 174 Gräber, von denen aufgrund der veränderten Bestattungskultur nur noch gut 30 belegt waren.

## Gräber

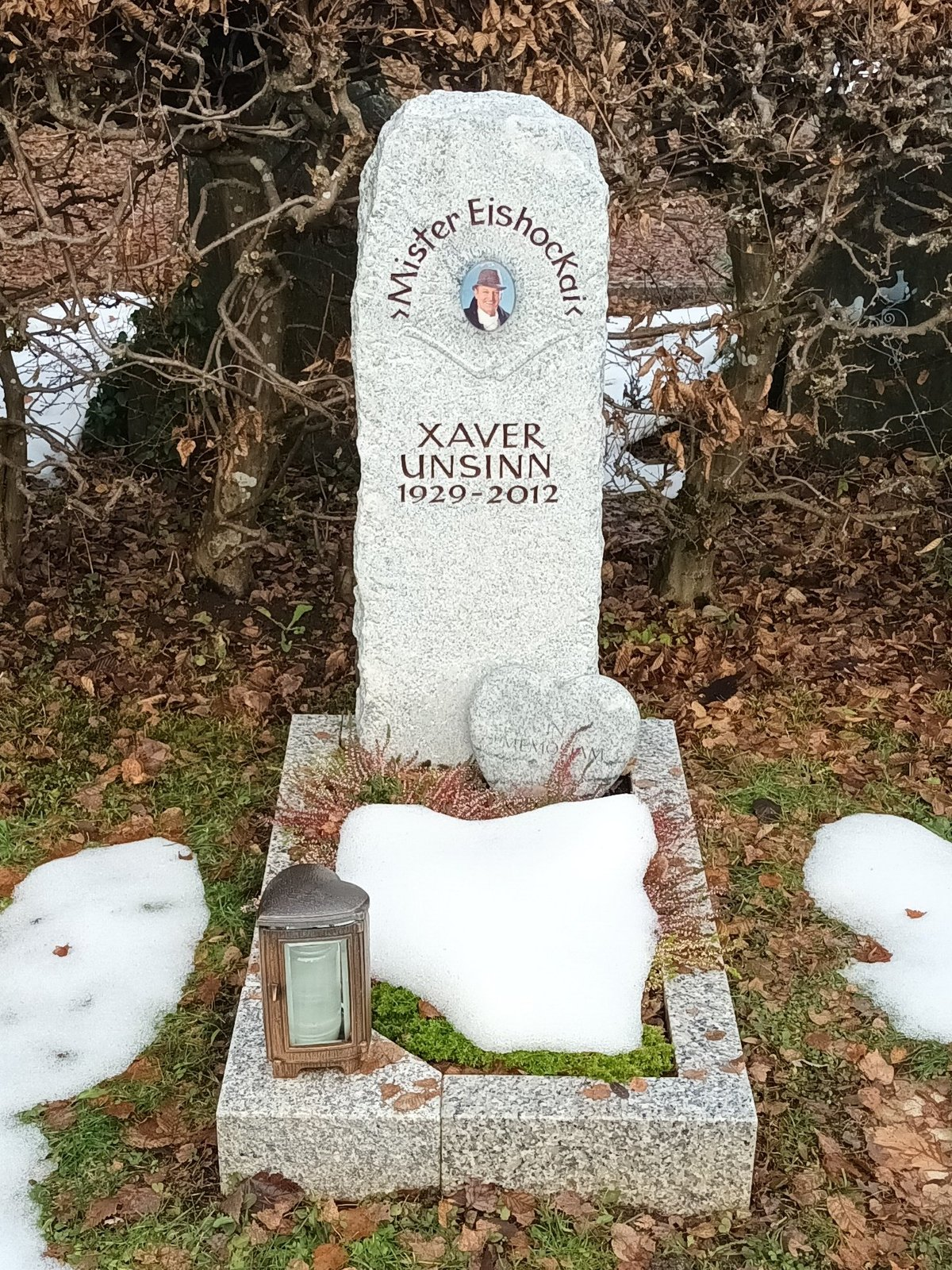
Grab von Xaver Unsinn

Zu den auf dem Friedhof beigesetzten bekannten Persönlichkeiten gehören: 
- Volker Prechtel (1941–1997), Schauspieler[3]
- Xaver Unsinn (1929–2012), Eishockeyspieler und -trainer (umgebettet vom Waldfriedhof Füssen)[4][5][6]
- Angelika Hofer (1957–2016), Verhaltensforscherin[7]
- Jürgen Boeckh (1934–2023), Zoologe und Neurobiologe[8]